# Jørgen Estrup
Jørgen Frederik Grundtvig Estrup (født 21. juli 1942 på Frederiksberg) er en dansk cand.polit. og politiker, der repræsenterede Det Radikale Venstre i Østre Storkreds i Folketinget fra 1984 til 2000.
Han er søn af tidligere borgmester, redaktør, cand.polit. Lauritz Albert Zwergius Estrup og hustru Else født Grundtvig.
Estrup blev student fra Vestre Borgerdydskole i 1960 og kandidat i nationaløkonomi fra Københavns Universitet i 1969. Han blev ansat ved Københavns Universitet samme år og var fra 1971 lektor i nationaløkonomi. I 1978 blev han af Danida udsendt som økonomisk ekspert til Pakistan; og til Gambia og Senegal i 1981. Han blev prodekan ved Det Samfundsvidenskabelige Fakultet, Københavns Universitet, i 1980 og var det til 1981. Fra 1983 til 1984 var han prorektor for Københavns Universitet.
Hans politiske karriere begyndte i 1975, hvor han blev medlem af Det Radikale Venstres hovedbestyrelse. Han blev første gang opstillet til Folketinget i Slots- og Falkonerkredsene i 1978. Han var formand for partiets arbejdsmarkedsudvalg 1980-1982. I 1983 skiftede han opstillingskreds til Ryvang- og Brønshøjkredsene, hvilket gav ham valg 10. januar 1984. I Folketinget blev han næstformand for den radikale folketingsgruppe 1988-1994 og 1994-2000 gruppeformand. Fra 1994 var han tillige formand for Folketingets Udenrigsudvalg. Det udenrigspolitiske engagement fyldte meget i Estrups tid som folketingsmedlem. Han var også medlem af den danske delegation til FN fire gange; i 1985, 1988, 1990 og 1997, ligesom han var observatør for Folketinget ved Vestunionens samling i Paris i 1987. Fra 1987 var han medlem af North Atlantic Assembly, hvor han senere blev næstformand og general rapporteur. Jørgen Estrup nedlagde sit folketingsmandat i 2000, da han blev udnævnt til cheføkonom for FN's organisation for industriel udvikling, UNIDO, i Wien.
Ud over den parlamentariske aktivitet har Estrup haft en lang række tillidshverv, bl.a. som medlem af repræsentantskabet for Kreditforeningen Danmark i 1986, af repræsentantskabet for Nationalbanken fra 1988 og af repræsentantskabet for SAS fra 1997. Han var også medlem af en række udvalg under sin tid som lektor, bl.a. vedrørende den samfundsvidenskabelige kandidatuddannelse ved Aalborg Universitetscenter 1974-1975, ligesom han var formand for Samarbejdsudvalget for Samfundsvidenskaberne under Rektorkollegiet 1974-1975. Fra 2006 til 2020 var han formand for FN-forbundet.
I 1990 modtog han Aldrig Mere Krigs fredsrose.